# Amos Kendall
Amos Kendall, né le 16 août 1789 à Dunstable (Massachusetts), mort le 12 novembre 1869 à Washington, est un homme politique américain, membre du Parti démocrate qui a occupé le poste de ministre des Postes des États-Unis sous la présidence d'Andrew Jackson et de Martin Van Buren. Nombre d'historiens regardent Kendall comme la force intellectuelle derrière l'administration présidentielle d'Andrew Jackson et une figure influente dans la transformation des États-Unis, d'une république agrarienne en une démocratie capitaliste. En 1857, la philanthropie de Kendall l'a conduit à fonder l'institution qui devait devenir le Gallaudet College (actuellement l'université Gallaudet) pour les sourds.

## Biographie
Kendall achève ses études secondaires à l'Académie Lawrence de Groton, classe de 1807 et ses études supérieures à Dartmouth College. Avant de devenir ministre des Postes, Kendall est rédacteur en chef de l'Argus of Western America, l'organe du progressisme du Kentucky, et le Washington Globe, l'organe de l'Administration Jackson. Il est alors considéré comme un des relais de la Régence d'Albany. En outre, il travaille étroitement avec Francis Preston Blair.
Il est le ministre des Postes du 1er mai 1835 à mai 1840. À ce poste, il est l'organisateur de la Loi postale du 2 juillet 1836, qui décide la création d'un service public amélioré. Cette réforme est voulue par deux parlementaires proches du président Andrew Jackson, triomphalement réélu quelques mois plus tôt, qui dénoncent les financiers urbains spéculant au détriment des cultivateurs. Elle garantit une livraison deux fois plus rapide, des tarifs abaissés, le tout offerts sur quatre axes, jusqu'à Saint-Louis (Missouri) et La Nouvelle-Orléans, où la presse suit de près le marché du coton de Liverpool et dénonce les "spéculations de quelques-uns au détriment de beaucoup".
Il a ensuite exploité les brevets déposés par Samuel Morse en 1840, notamment au printemps 1846 pour la 1re ligne commerciale entre Washington et New York.
Avant sa mort en 1869, Kendall est le dernier survivant de l'équipe des cabinets Jackson et Van Buren.

## Œuvre
- "Life of Andrew Jackson, Private, Military, and Civil", New York, 1843, inachevé
- "Full Exposure of Dr. Charles T. Jackson's Pretensions to the Invention of the American Electro-magnetic Telegraph", réédité avec des remarques préliminaires du professeur Morse, Paris, 1867
- Autobiographie posthume, éditée par William Stickney, Boston, 1872